# Grande Plaine méridionale
La Grande Plaine méridionale est une des sept régions économico-statistiques de Hongrie définies par la nomenclature d'unités territoriales statistiques et regroupant trois comitats (département administratif hongrois) : Bács-Kiskun, Békés et Csongrád.